# 張大復 (明朝)
张大复（1554年—1630年），字元長，號病居士，苏州昆山（今属江苏）人，明朝作家。

## 生平
先祖世居昆山，以耕讀为生。张大年之兄，顾锡畴的姑父。嘉靖三十三年（1554年）出生。體弱多病，二十歲後，無月不病。明末诸生，喜游历名山，家貧而好學。早年致力於科举文词，但其终“不得志于有司”。湯顯祖、陳繼儒、梁辰魚、李季鷹等人經常在張大復的草堂中絃歌相和。万历二十一年（1593年），哭父逝而失明，万历三十三年（1605年)，与姚希孟、朱鹭、钦叔阳会于梅花草堂。万历四十四年，与歸昌世、顾咸正在里结雪堂社。一身諸多病痛，“病悸”、“病腫”、“病下血”、“病肾水竭”等，自號“病居士”。生性風流，晚年仍耽溺狹邪之遊，引發腎水枯竭。為了治療目疾，張大復幾乎傾家盪產。崇祯三年（1630年）七月九日卒。撰有《梅花草堂集》、《闻雁斋笔谈》等。